# Educazione continua in medicina
Educazione continua in medicina (ECM) è un programma nazionale di attività formative, attivo in Italia dal 2002.
L'ECM prevede il mantenimento di un elevato livello di conoscenze relative alla teoria, pratica e comunicazione in campo sanitario.
Il programma è stato adottato da tutti i maggiori Paesi del mondo. In Italia è obbligatorio per tutti i professionisti della sanità con il fine di mantenersi aggiornati e competenti.
Il programma ECM comprende l'insieme di organizzazione e controllo delle attività formative di chiunque lo desideri effettuare, da società scientifiche a fondazioni, a reparti, università e associazioni.

## Legislazione
Ogni operatore sanitario provvederà alla sua formazione in ambito ECM in completa autonomia cercando di rispettare e prediligere quegli obiettivi di interesse nazionale e regionale che sono stati prefissati dall'apposita Commissione nazionale per la formazione che ha individuato, ai sensi dell'art.16-ter, comma 2, del decreto legislativo 19 giugno 1999, n.229 e successive modificazioni, i temi prioritari di ECM come obiettivi formativi d'interesse nazionale.
La partecipazione al programma ECM è un dovere previsto anche dal codice deontologico, e un obbligo confermato dalla sentenza del TAR n. 14062/2004 del 18 novembre 2004.(Decreto Monti 2012)
Altresì anche il datore di lavoro non può opporsi alle richieste di aggiornamento, come confermato dalla sentenza del Tribunale di Pescara del 26 giugno 2013, n. 887 e previsto dall'ex art. 21 CCNL 2001, che riconosce i giorni d'aggiornamento come giornate lavorative.

## Crediti formativi
Il programma ECM prevede l'attribuzione di un numero determinato di crediti formativi per ogni area specialistica medica e per tutte le professioni sanitarie.
La Commissione ha ritenuto opportuno prevedere una progressione nel numero di crediti acquisibili annualmente, istituendo un programma definito per i cinque anni a partire dal 2002 fino al 2006; dovevano essere conseguiti progressivamente fino a un totale di 150 crediti formativi.
Nel 2005 e nel 2006 i crediti sono stati diminuiti di 30, per un totale di 120 crediti.
1. 2002: 10 crediti
2. 2003: 20 crediti
3. 2004: 30 crediti
4. 2005: 30 crediti
5. 2006: 30 crediti

In data 1º agosto 2007 è stato siglato l'accordo Stato–Regioni concernente il Riordino del sistema di Formazione continua in Medicina. Nell'accordo è riportato, tra l'altro, che ogni operatore sanitario deve acquisire 150 crediti formativi nel triennio 2008-2010 secondo la seguente ripartizione: 50 crediti/anno (minimo 30 e massimo 70 per anno) per un totale di 150 nel triennio 2008-2010. In particolare, dei 150 crediti formativi del triennio 2008-2010, almeno 90 dovranno essere "nuovi" crediti, mentre fino a 60 potranno derivare dal riconoscimento di crediti formativi acquisiti negli anni della sperimentazione a partire dall'anno 2004 fino all'anno 2007.

## Attività formative a distanza
Le attività formative a distanza (ECM e-learning, lettura di corsi e compilazione di questionari a risposta multipla) sono programmi per i quali l'utente non deve spostarsi sul luogo di lavoro o dal domicilio, da svolgersi sia in gruppo che individualmente, usando materiale cartaceo o informatico. Per questi programmi di formazione a distanza è previsto un sistema di valutazione con un livello minimo di apprendimento; in altri termini, l'utente deve superare un "test" che comprovi il raggiungimento di un certo livello di apprendimento. È da intendersi attività formativa a distanza anche la formazione residenziale integrata con sistemi di videoconferenza.
Alcune Regioni hanno iniziato l'accreditamento di attività formative a distanza (dette ECM FAD, formazione a distanza). Regione Lombardia, ad esempio, ha accreditato progetti ECM FAD di diversi provider a partire dall'aprile 2006 (Deliberazione Regionale N. VIII/2372 del 12/04/2006). I crediti ECM erogati sono reciprocamente riconosciuti in tutte le regioni italiane come da punto 7 dell'Accordo Conferenza Stato Regioni del 13 marzo 2003. Questi crediti non sono riconosciuti fuori dall'Italia. Le attività di formazione, essendo obbligatorie, sono naturalmente gratuite.